# AL Большого Пса
AL Большого Пса (лат. AL Canis Majoris) — одиночная переменная звезда в созвездии Большого Пса на расстоянии (вычисленном из значения параллакса) приблизительно 90852 световых лет (около 27855 парсеков) от Солнца. Видимая звёздная величина звезды — от +13,5m до +12,6m.

## Характеристики
AL Большого Пса — пульсирующая переменная звезда, цефеида (CEP).